# Böttingen (Dornstadt)
Böttingen ist ein Weiler der Gemeinde Dornstadt im Alb-Donau-Kreis in Baden-Württemberg. Im Zuge der Gemeindegebietsreform in Baden-Württemberg wurde am 1. Juli 1971 die Gemeinde Bollingen mit Böttingen zu Dornstadt eingemeindet.
Der Weiler liegt nördlich von Bollingen und ist über die Landstraße 1239 zu erreichen. Nördlich von Böttingen verlaufen die Schnellfahrstrecke Wendlingen–Ulm und die Bundesautobahn 8.

## Geschichte
Böttingen wird 1225 erstmals überliefert. Das Kloster Elchingen hatte hier 1225 Besitz, den es 1334 an die Grafen von Werdenberg verkaufte. Er kam später an den Deutschen Orden. Weiterer Grundbesitz gelangte von den Herren von Gundelfingen (1273) und von Westerstetten (1343) an den Deutschen Orden und von den Ulmer Familien Gossolt, Ströhn und Rusch im 14. Jahrhundert an das Kloster Söflingen. Die Deutschordenskommende Ulm übte die Landeshoheit und die Hochgerichtsbarkeit aus, während am Niedergericht auch das Kloster Söflingen und die Herren von Bernhausen zu Klingenstein Anteil hatten.
Böttingen kam mit Bollingen 1805 an Bayern und durch den Grenzvertrag zwischen Bayern und Württemberg 1810 an das Königreich Württemberg, wo der Ort dem Oberamt Blaubeuren unterstand.